# Fuhrberg
Fuhrberg (niederdeutsch Fuhrbarch) ist ein Dorf und ein Ortsteil im Norden der Stadt Burgwedel in der niedersächsischen Region Hannover.

## Geschichte
Fuhrberg, dessen Ortsname bis heute nicht klar gedeutet werden kann, wird 1323 erstmals als Wurberghen und 1377 als Fuhrberge schriftlich erwähnt (niederdeutsch Fuhre = „Föhre“). Die Urkunde aus dem Jahre 1223 berichtet lediglich, dass die Edelleute Hugo und Johannes von Escherde mit Einverständnis ihrer Erben dem Propsten des Klosters zu Walsrode für 20 Mark Bremischen Silbers ihr Landgut (Villa in Wuhrbergen) verkauften. Das Dokument aus dem Jahre 1377 ist eine Auflistung der Schäden, die die Soldaten des Herzogs Otto von Braunschweig dem Herzog Albrecht von Lüneburg zufügten. Die geringe Anzahl zur Verfügung stehender historischer Daten mag an Fuhrbergs geographischer Lage im Kirchspiel und Amt Großburgwedel liegen. Schon immer von Wäldern umgeben, war es andererseits ein Grenzort zwischen dem hildesheimischen Gau Flutwidde und dem mindischen Loingau, die durch die im Westen des Ortes fließende Wietze getrennt wurden.
Am 6. April 1945 trafen in Fuhrberg drei „Todesmärsche“ aus KZ-Außenstellen Hannovers ein. Die entkräfteten Gefangenen „übernachteten“ in Fuhrberg in mehreren Scheunen und wurden am nächsten Tag zum Konzentrationslager Bergen-Belsen weitergetrieben.
Bis zum Jahre 1939 zählte der Ort 707 Einwohner. Diese Zahl stieg nach dem Zweiten Weltkrieg auf mehr als das Doppelte an. Durch die Zuzüge von Heimatvertriebenen aus ehemaligen deutschen Ostgebieten ergab sich bei einer erneuten Zählung 1952 eine Einwohnerzahl von 1476.

### Eingemeindungen
Im Zuge der Gebietsreform in Niedersachsen, die am 1. März 1974 stattfand, verlor die Gemeinde Fuhrberg ihre politische Selbständigkeit und wurde eine Ortschaft der neuen Gemeinde Burgwedel.

### Einwohnerentwicklung
| Jahr      | 1910  | 1925  | 1933  | 1939  | 1950  | 1956  | 1961  | 1970  | 1973   | 2007  | 2020  |
| --------- | ----- | ----- | ----- | ----- | ----- | ----- | ----- | ----- | ------ | ----- | ----- |
| Einwohner | 777   | 765   | 726   | 707   | 1533  | 1331  | 1253  | 1417  | 1570   | 2206  | 2160  |
| Quelle    | [ 6 ] | [ 7 ] | [ 7 ] | [ 7 ] | [ 8 ] | [ 8 ] | [ 9 ] | [ 9 ] | [ 10 ] | [ 1 ] | [ 1 ] |

|  |

## Religion
- Evangelisch-lutherische Kirche

Der größte Teil der Fuhrberger Bürger ist evangelisch-lutherischen Bekenntnisses. Die einzige angesiedelte Kirchengemeinde ist die evangelisch-lutherische Ludwig-Harms-Gemeinde, die zur Landeskirche Hannover zählt.
- Römisch-Katholische Kirche

Die römisch-katholischen Christen Fuhrbergs gehören zur 1970 errichteten St.-Paulus-Pfarrgemeinde Burgwedel, die ihren Sitz in Großburgwedel hat und dem Bistum Hildesheim angehört.

## Politik

### Ortsrat
Der Ortsrat von Fuhrberg setzt sich aus fünf Ratsmitgliedern folgender Parteien zusammen:
- CDU: 2 Sitze
- SPD: 2 Sitze
- Grüne: 1 Sitz

(Stand: Kommunalwahl 12. September 2021)

### Ortsbürgermeister
Die Ortsbürgermeisterin ist Mia Marie Jöhrens-Lazar (SPD). Ihr Stellvertreter ist Stephan Mithöfer (Grüne).

### Wappen
Der Entwurf des Kommunalwappens von Fuhrberg stammt von dem Heraldiker und Grafiker Alfred Brecht, der zahlreiche Wappen in der Region Hannover erschaffen hat. Das Wappen wurde am 9. Juni 1966 vom Rat beschlossen und am 4. August 1966 durch den Regierungspräsidenten in Lüneburg erteilt.
| Wappen von Fuhrberg | Blasonierung: „In Grün ein silbernes Zehnender-Geweih mit Grind (Hirnschale zwischen den Hörnern), darüber ein goldener Schlüssel mit rechtsgerichtetem Bart.“ |
| Wappen von Fuhrberg | Wappenbegründung: Der goldene Schlüssel, als einer der beiden aus dem Wappen der Herren von Escherde, wurde im Ortswappen beschlossen und damit das Geschlecht, das in der ersten Urkunde über Fuhrberg 1325 mit dem Ort genannt worden ist, entsprechend geehrt. Das Zehnender-Geweih erinnert daran, dass Maneke schon 1854 die ansehnlichen Forsten der Amtsvogtei Großburgwedel der Landesherrschaft zugeschrieben hat und Fuhrberg als Sitz eines Oberförsters (Forstmeister) der Inspektion Lüneburg/Munzel herausgehoben wurde. Fuhrberg bekam damit ein ausdrucksstarkes Wappen, das sich recht gut in die Serie der schon vorhandenen Gemeindewappen im Landkreis Burgdorf eingefügt hat. Die Annahme des Wappens ist einstimmig beschlossen worden. |

## Kultur und Sehenswürdigkeiten

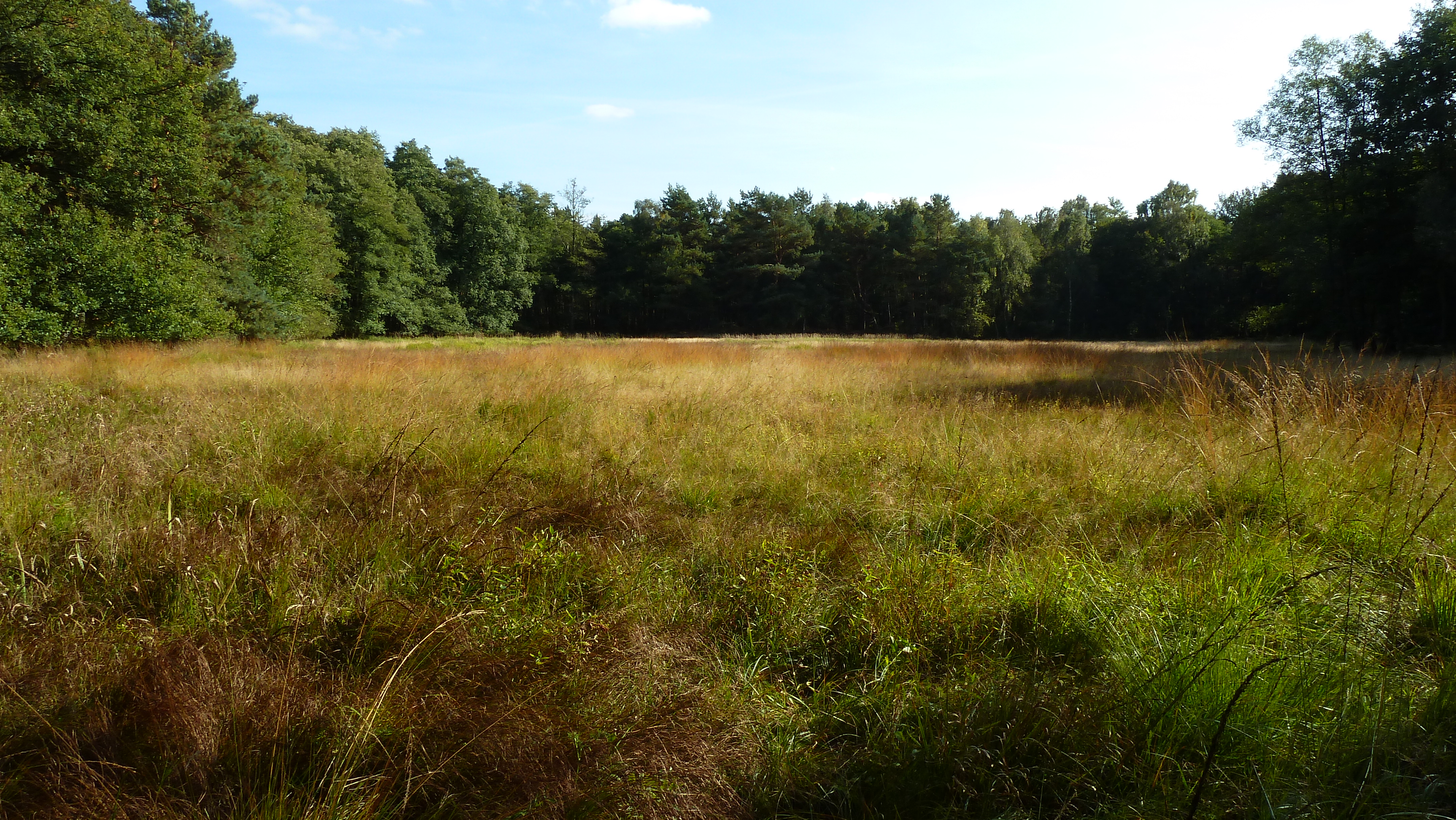
Feuchtbiotop

### Bauwerke
- Ludwig-Harms-Kirche
- Wasserwerk Fuhrberg

### Naturdenkmale
- Feuchtbiotop

## Wirtschaft und Infrastruktur

### Unternehmen, Verschiedenes
Im Ort befinden sich drei Bäckereien und zwei Tankstellenshops.
Eine Bürgerinitiative hat eine Gesellschaft zur Errichtung eines Supermarktes gegründet, der seit Jahren in Fuhrberg fehlte. Die Gesellschaft hat in Zusammenarbeit mit dem Ortsrat das Projekt geplant. Der Frischmarkt wurde 2012 erbaut und eröffnet.

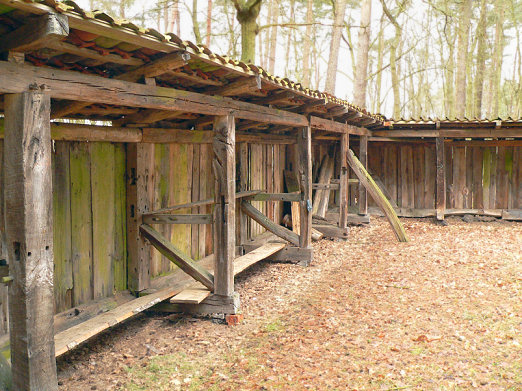
Blick in das Innere des Bienenzauns

Fuhrberg ist landwirtschaftlich geprägt und ein bekanntes Spargelanbaugebiet. Im 19. Jahrhundert betrieben die Imker der Gegend intensiv die Heideimkerei. Nach dem Verschwinden der Heideflächen ist ein letztes Zeugnis dieser Zeit ein Bienenzaun in einem Wäldchen nahe dem Ort. Der ehemalige Bienenstand wurde zum Kulturdenkmal erklärt. In Fuhrberg gibt es noch einen Erwerbsimker und mehrere Hobby-Imker.
Bei Fuhrberg befindet sich mit dem Fuhrberger Feld das größte Wasserschutzgebiet Niedersachsens (ca. 300 km²). Das Wasserwerk Fuhrberg förderte 2001 20.900.000 m³ Wasser und deckte somit 45,7 % des Wasserbedarfs der Region Hannover.

### Bildung
In Fuhrberg gibt es die staatliche Maria-Sibylla-Merian-Grundschule. Weiterführende allgemeinbildende Schulen befinden sich im Hauptort der Stadt Burgwedel: Großburgwedel. Berufsbildende Schulen befinden sich in Burgdorf und Celle.

### Verkehr
Fuhrberg ist über die Anschlussstelle 52 (Mellendorf) der Bundesautobahn 7, die westlich von Fuhrberg verläuft, zu erreichen. Durch Fuhrberg führen die Landesstraßen L 310 und L 381.
Des Weiteren verbindet eine Buslinie Fuhrberg direkt mit Kleinburgwedel, Großburgwedel sowie Mellendorf. Die Busse haben in Großburgwedel am Bahnhof Anschluss an den „Metronom“-Zug nach Hannover oder Celle.

## Persönlichkeiten
Personen, die mit dem Ort in Verbindung stehen
- Ludwig Harms (1808–1865), evangelischer Theologe, die Ludwig-Harms-Kirche in Fuhrberg ist nach ihm benannt
- Kurt Griemsmann (* im 20. Jahrhundert), Heimatforscher, Autor sowie Gründer und Leiter der Volkshochschule in Großburgwedel, er verfasste umfangreiche Chroniken mit zahlreichen Illustrationen vor allem mit historischem Bildmaterial u. a. zu dem Ort Fuhrberg
- Hans Kramer (1948–2013), Handballspieler, verstarb in Fuhrberg